# Calcio Catania 1973-1974
Questa voce raccoglie le informazioni riguardanti il Calcio Catania nelle competizioni ufficiali della stagione 1973-1974.

## Stagione
Nella Stagione 1973-1974 il Catania si presenta con una nuova dirigenza formata dal presidente Salvatore Coco e dai dirigenti Costa e Porto, che è subentrata ad Angelo Massimino, resterà in carica una sola stagione, mostrando incertezze che si riveleranno decisive, riportando il Catania in Serie C. Come allenatore viene scelto Guido Mazzetti, partono Montanari, Rado e Francesconi che passano alla Reggiana, Scarpa va al Cesena. Arrivano al Catania il portiere Zelico Petrovic, l'esterno Adelchi Malaman e la punta Giampietro Spagnolo. Dopo l'eliminazione dalla Coppa Italia si inizia discretamente il campionato cadetto, anche se pare evidente che il solo estro di Spagnolo in avanti è insufficiente per supplire alle partenze di Scarpa e Francesconi. Saranno solo cinque le vittorie su trentotto partite, due cambi di allenatore, la mannaia del giudice sportivo con tre giornate di squalifica del campo, dopo le sassaiole contro la terna in Catania - Novara del 7 aprile. Con 26 punti gli etnei chiuderanno all'ultimo posto della classifica. Al di là degli errori della nuova ed inesperta dirigenza, che lascerà il timone ancora ad Angelo Massimino, richiamato dal sindaco di Catania, si pagano anche gli umori ondivaghi di una piazza che dimostra un'emotività al limite dell'autolesionismo.

## Rosa
| N. |                   | Ruolo | Calciatore         |
| -- | ----------------- | ----- | ------------------ |
|    | Italia (bandiera) | C     | Guido Angelozzi    |
|    | Italia (bandiera) | D     | Roberto Benincasa  |
|    | Italia (bandiera) | C     | Guido Biondi       |
|    | Italia (bandiera) | D     | Carlo Blatti       |
|    | Italia (bandiera) | C     | Antonino Cantone   |
|    | Italia (bandiera) | A     | Carmelo Castorina  |
|    | Italia (bandiera) | D     | Antonio Ceccarini  |
|    | Italia (bandiera) | A     | Francesco Colombo  |
|    | Italia (bandiera) | A     | Vito D'Amato       |
|    | Italia (bandiera) | C     | Antonino Fatta     |
|    | Italia (bandiera) | C     | Romano Fogli       |
|    | Italia (bandiera) | A     | Giovanni Gavazzi   |
|    | Italia (bandiera) | D     | Pietro Ghedin      |
|    | Italia (bandiera) | D     | Giuseppe Giuffrida |

| N. |                   | Ruolo | Calciatore          |
| -- | ----------------- | ----- | ------------------- |
|    | Italia (bandiera) | A     | Agatino Giustolisi  |
|    | Italia (bandiera) | D     | Carlo Guasti        |
|    | Italia (bandiera) | D     | Giovanni Ligabue    |
|    | Italia (bandiera) | D     | Dante Lodrini       |
|    | Italia (bandiera) | C     | Adelchi Malaman     |
|    | Italia (bandiera) | P     | Luigi Muraro        |
|    | Italia (bandiera) | P     | Zelico Petrovic     |
|    | Italia (bandiera) | A     | Giovanni Picat Re   |
|    | Italia (bandiera) | A     | Claudio Piccinetti  |
|    | Italia (bandiera) | D     | Giovanni Simonini   |
|    | Italia (bandiera) | A     | Giampietro Spagnolo |
|    | Italia (bandiera) | D     | Ubaldo Spanio       |
|    | Italia (bandiera) | A     | Gianfranco Zeli     |

## Risultati

### Serie B

#### Girone di andata
| Perugia 30 settembre 1973 1ª giornata | Perugia            | 0 – 0 | Catania | Stadio Santa Giuliana\| Arbitro: \| Lazzaroni (Milano) \| |
| Arbitro:                              | Lazzaroni (Milano) |       |         |                                                           |

| Arbitro: | Martinelli (Catanzaro) |

|                   |           |                                |
| Spagnolo 18’, 55’ | Marcatori | 3’ Pezzato 75’ (rig.) Mongardi |

| Arbitro: | Barbaresco (Cormons) |

|  |           |              |
|  | Marcatori | 45’ Spagnolo |

| Arbitro: | Gussoni (Tradate) |

|                     |           |             |
| Spagnolo 58’ (rig.) | Marcatori | 12’ Merighi |

| Arbitro: | Vannucchi (Bologna) |

|                             |           |             |
| Spagnolo 51’ Piccinetti 74’ | Marcatori | 57’ Martini |

| Arbitro: | Agnolin (Bassano del Grappa) |

|         |           |              |
| Sega 6’ | Marcatori | 90’ Picat Re |

| Arbitro: | Menegali (Roma) |

|                                                 |           |              |
| Zandoli 23’ (rig.) 65’, 88’ (rig.) Albanese 29’ | Marcatori | 67’ Picat Re |

| Catania 18 novembre 1973 8ª giornata | Catania                    | 0 – 0 | Como | Stadio Cibali\| Arbitro: \| Trinchieri (Reggio Emilia) \| |
| Arbitro:                             | Trinchieri (Reggio Emilia) |       |      |                                                           |

| Novara 25 novembre 1973 9ª giornata | Novara           | 0 – 0 | Catania | Stadio Comunale\| Arbitro: \| Levrero (Genova) \| |
| Arbitro:                            | Levrero (Genova) |       |         |                                                   |

| Arbitro: | Motta (Milano) |

|          |           |                |
| Zeli 75’ | Marcatori | 60’ Abbondanza |

| Arbitro: | Lenardon (Siena) |

|              |           |  |
| Sperotto 24’ | Marcatori |  |

| Arbitro: | Torelli (Milano) |

|                         |           |             |
| Silva 30’ Campanini 47’ | Marcatori | 85’ Malaman |

| Arbitro: | Prati (Parma) |

|          |           |  |
| Zeli 47’ | Marcatori |  |

| Brescia 30 dicembre 1973 14ª giornata | Brescia             | 0 – 0 | Catania | Stadio Mario Rigamonti\| Arbitro: \| Menicucci (Firenze) \| |
| Arbitro:                              | Menicucci (Firenze) |       |         |                                                             |

| Arbitro: | Barbaresco (Cormons) |

|                |           |             |
| Piccinetti 33’ | Marcatori | 32’ Arcoleo |

| Arbitro: | Bernardis (Latina) |

|  |           |             |
|  | Marcatori | 58’ Malaman |

| Catania 20 gennaio 1974 17ª giornata | Catania                      | 0 – 0 | Taranto | Stadio Cibali\| Arbitro: \| Agnolin (Bassano del Grappa) \| |
| Arbitro:                             | Agnolin (Bassano del Grappa) |       |         |                                                             |

| Catania 27 gennaio 1974 18ª giornata | Catania        | 0 – 0 | Varese | Stadio Cibali\| Arbitro: \| Trono (Torino) \| |
| Arbitro:                             | Trono (Torino) |       |        |                                               |

| Arbitro: | Lazzaroni (Milano) |

|              |           |  |
| Luchitta 36’ | Marcatori |  |

#### Girone di ritorno
| Arbitro: | Artico (Padova) |

|  |           |           |
|  | Marcatori | 49’ Urban |

| Ferrara 17 febbraio 1974 21ª giornata | SPAL             | 0 – 0 | Catania | Stadio Comunale\| Arbitro: \| Branzoni (Pavia) \| |
| Arbitro:                              | Branzoni (Pavia) |       |         |                                                   |

| Arbitro: | Moretto (San Donà di Piave) |

|  |           |                    |
|  | Marcatori | 79’ (rig.) Casarsa |

| Arbitro: | Lenardon (Siena) |

|                    |           |  |
| Merighi 67’ (rig.) | Marcatori |  |

| Arbitro: | Terpin (Trieste) |

|                           |           |  |
| Musa 17’ (rig.) Marmo 30’ | Marcatori |  |

| Catania 17 marzo 1974 25ª giornata | Catania          | 0 – 0 | Parma | Stadio Cibali\| Arbitro: \| Casarin (Milano) \| |
| Arbitro:                           | Casarin (Milano) |       |       |                                                 |

| Catania 24 marzo 1974 26ª giornata | Catania            | 0 – 0 | Reggiana | Stadio Cibali\| Arbitro: \| V. Lattanzi (Roma) \| |
| Arbitro:                           | V. Lattanzi (Roma) |       |          |                                                   |

| Arbitro: | Agnolin (Bassano del Grappa) |

|                       |           |              |
| Gamba 10’ Galuppi 29’ | Marcatori | 37’ Spagnolo |

| Arbitro: | Prati (Parma) |

|  |           |                    |
|  | Marcatori | 17’ Riva 20’ Rolfo |

| Arbitro: | Panzino (Catanzaro) |

|                                |           |             |
| Incalza 15’ Michesi 65’ (rig.) | Marcatori | 23’ Colombo |

| Arbitro: | Branzoni (Pavia) |

|                     |           |  |
| Spagnolo 67’ (rig.) | Marcatori |  |

| Arbitro: | Ciacci (Firenze) |

|              |           |          |
| Spagnolo 65’ | Marcatori | 8’ Silva |

| Arbitro: | Lenardon (Siena) |

|           |           |  |
| Bonci 49’ | Marcatori |  |

| Arbitro: | Levrero (Genova) |

|              |           |                          |
| Spagnolo 24’ | Marcatori | 27’ Franzon 90’ Jacolino |

| Arbitro: | Schena (Foggia) |

|                 |           |             |
| Magistrelli 30’ | Marcatori | 86’ Malaman |

| Arbitro: | Gussoni (Tradate) |

|  |           |             |
|  | Marcatori | 29’ Petrini |

| Arbitro: | Milan (Treviso) |

|                                          |           |              |
| Panozzo 7’ Lambrugo 12’ Gagliardelli 66’ | Marcatori | 59’ Spagnolo |

| Arbitro: | Reggiani (Bologna) |

|                         |           |  |
| Ramella 31’ Calloni 55’ | Marcatori |  |

| Arbitro: | Trinchieri (Reggio Emilia) |

|             |           |                             |
| Colombo 39’ | Marcatori | 20’ Garritano 80’ Prunecchi |

### Coppa Italia

#### Primo turno
| Arbitro: | Lenardon (Siena) |

|                              |           |  |
| Boninsegna 2’, 16’, 39’, 86’ | Marcatori |  |

| Arbitro: | Menicucci (Firenze) |

|           |           |  |
| Volpi 64’ | Marcatori |  |

| Arbitro: | Schena (Foggia) |

|             |           |  |
| Colombo 28’ | Marcatori |  |

| Arbitro: | Frasso (Capua) |

|              |           |           |
| Spagnolo 38’ | Marcatori | 78’ Lippi |

## Statistiche

### Statistiche di squadra
| Competizione | Punti | In casa | In casa | In casa | In casa | In casa | In casa | In trasferta | In trasferta | In trasferta | In trasferta | In trasferta | In trasferta | Totale | Totale | Totale | Totale | Totale | Totale | DR  |
| Competizione | Punti | G       | V       | N       | P       | Gf      | Gs      | G            | V            | N            | P            | Gf           | Gs           | G      | V      | N      | P      | Gf     | Gs     | DR  |
| ------------ | ----- | ------- | ------- | ------- | ------- | ------- | ------- | ------------ | ------------ | ------------ | ------------ | ------------ | ------------ | ------ | ------ | ------ | ------ | ------ | ------ | --- |
| Serie B      | 26    | 19      | 3       | 10      | 6       | 12      | 16      | 19           | 2            | 6            | 11           | 9            | 23           | 38     | 5      | 16     | 17     | 21     | 39     | -18 |
| Coppa Italia | 3     | 2       | 1       | 1       | 0       | 2       | 1       | 2            | 0            | 0            | 2            | 0            | 5            | 4      | 1      | 1      | 2      | 2      | 6      | -4  |
| Totale       |       | 21      | 4       | 11      | 6       | 14      | 17      | 21           | 2            | 6            | 13           | 9            | 28           | 42     | 6      | 17     | 19     | 23     | 45     | -22 |

### Statistiche dei giocatori
| Giocatore     | Serie B  | Serie B | Serie B     | Serie B    | Coppa Italia | Coppa Italia | Coppa Italia | Coppa Italia | Totale   | Totale | Totale      | Totale     |
| Giocatore     | Presenze | Reti    | Ammonizioni | Espulsioni | Presenze     | Reti         | Ammonizioni  | Espulsioni   | Presenze | Reti   | Ammonizioni | Espulsioni |
| ------------- | -------- | ------- | ----------- | ---------- | ------------ | ------------ | ------------ | ------------ | -------- | ------ | ----------- | ---------- |
| G. Angelozzi  | 3        | 0       | ?           | ?          | ?            | ?            | ?            | ?            | 3+       | 0+     | ?           | ?          |
| R. Benincasa  | 20       | 0       | ?           | ?          | ?            | ?            | ?            | ?            | 20+      | 0+     | ?           | ?          |
| G. Biondi     | 31       | 0       | ?           | ?          | ?            | ?            | ?            | ?            | 31+      | 0+     | ?           | ?          |
| C. Blatti     | 2        | 0       | ?           | ?          | ?            | ?            | ?            | ?            | 2+       | 0+     | ?           | ?          |
| A. Cantone    | 11       | 0       | ?           | ?          | ?            | ?            | ?            | ?            | 11+      | 0+     | ?           | ?          |
| C. Castorina  | 2        | 0       | ?           | ?          | ?            | ?            | ?            | ?            | 2+       | 0+     | ?           | ?          |
| A. Ceccarini  | 35       | 0       | ?           | ?          | ?            | ?            | ?            | ?            | 35+      | 0+     | ?           | ?          |
| F. Colombo    | 16       | 1       | ?           | ?          | ?            | ?            | ?            | ?            | 16+      | 1+     | ?           | ?          |
| V. D'Amato    | 14       | 0       | ?           | ?          | ?            | ?            | ?            | ?            | 14+      | 0+     | ?           | ?          |
| A. Fatta      | 26       | 0       | ?           | ?          | ?            | ?            | ?            | ?            | 26+      | 0+     | ?           | ?          |
| R. Fogli      | 23       | 0       | ?           | ?          | ?            | ?            | ?            | ?            | 23+      | 0+     | ?           | ?          |
| G. Gavazzi    | 7        | 0       | ?           | ?          | ?            | ?            | ?            | ?            | 7+       | 0+     | ?           | ?          |
| P. Ghedin     | 22       | 0       | ?           | ?          | ?            | ?            | ?            | ?            | 22+      | 0+     | ?           | ?          |
| G. Giuffrida  | 1        | 0       | ?           | ?          | ?            | ?            | ?            | ?            | 1+       | 0+     | ?           | ?          |
| A. Giustolisi | 2        | 0       | ?           | ?          | ?            | ?            | ?            | ?            | 2+       | 0+     | ?           | ?          |
| C. Guasti     | 15       | 0       | ?           | ?          | ?            | ?            | ?            | ?            | 15+      | 0+     | ?           | ?          |
| G. Ligabue    | 1        | 0       | ?           | ?          | ?            | ?            | ?            | ?            | 1+       | 0+     | ?           | ?          |
| D. Lodrini    | 9        | 0       | ?           | ?          | ?            | ?            | ?            | ?            | 9+       | 0+     | ?           | ?          |
| A. Malaman    | 30       | 3       | ?           | ?          | ?            | ?            | ?            | ?            | 30+      | 3+     | ?           | ?          |
| L. Muraro     | 4        | -6      | ?           | ?          | ?            | ?            | ?            | ?            | 4+       | -6+    | ?           | ?          |
| Z. Petrovic   | 36       | -31     | ?           | ?          | ?            | ?            | ?            | ?            | 36+      | -31+   | ?           | ?          |
| G. Picat Re   | 21       | 2       | ?           | ?          | ?            | ?            | ?            | ?            | 21+      | 2+     | ?           | ?          |
| C. Piccinetti | 28       | 2       | ?           | ?          | ?            | ?            | ?            | ?            | 28+      | 2+     | ?           | ?          |
| G. Simonini   | 21       | 0       | ?           | ?          | ?            | ?            | ?            | ?            | 21+      | 0+     | ?           | ?          |
| G. Spagnolo   | 31       | 10      | ?           | ?          | ?            | ?            | ?            | ?            | 31+      | 10+    | ?           | ?          |
| U. Spanio     | 34       | 0       | ?           | ?          | ?            | ?            | ?            | ?            | 34+      | 0+     | ?           | ?          |
| G. Zeli       | 5        | 2       | ?           | ?          | ?            | ?            | ?            | ?            | 5+       | 2+     | ?           | ?          |